# Михайловская площадь (Одесса)
Миха́йловская площадь —  площадь в Одессе, расположена на юге исторического района города Молдаванки.

## Здания
На площади расположена Михайловская церковь, трапезная при церкви, бювет, баскетбольное поле и три детские площадки.
С северной стороны, через дорогу, по адресу Михайловская площадь, 10 располагается школа №1.

## Транспорт
Вокруг площади действует круговое одностороннее движение. В северо-восточном углу парка находиться автобусная остановка, через которую следует маршрутка 191.